# Мессьє 54
Мессьє 54 (також відоме як М54 та NGC 6715) — кулясте скупчення в сузір'ї Стрільця.

## Історія відкриття
Скупчення відкрив Шарль Мессьє 24 вересня 1778 року і включив до свого каталогу.

## Цікаві характеристики
Спочатку вважалося, що скупчення перебуває на відстані близько 50 000 світлових років від Землі.
Проте 1994 року було відкрито, що M54 імовірно не є частиною Чумацького Шляху, а належить до карликової еліптичної галактики Стрільця (SagDEG ), тобто, це позагалактичне кулясте скупчення.
Сучасні оцінки розміщують M54 на відстані 87 000 світлових років від Землі. Це дає оцінку радіусу скупчення близько 150 світлових років. Воно доволі щільне, належить до III-го класу (I клас — найщільніші скупчення; XII клас — найрозрідженіші). Його світність у 850 000 разів перевищує світність Сонця. Скупчення має абсолютну зоряну величину -10,0.
У липні 2009 року група астрономів виявила докази наявності надмасивної чорної діри в ядрі M54.

## Спостереження

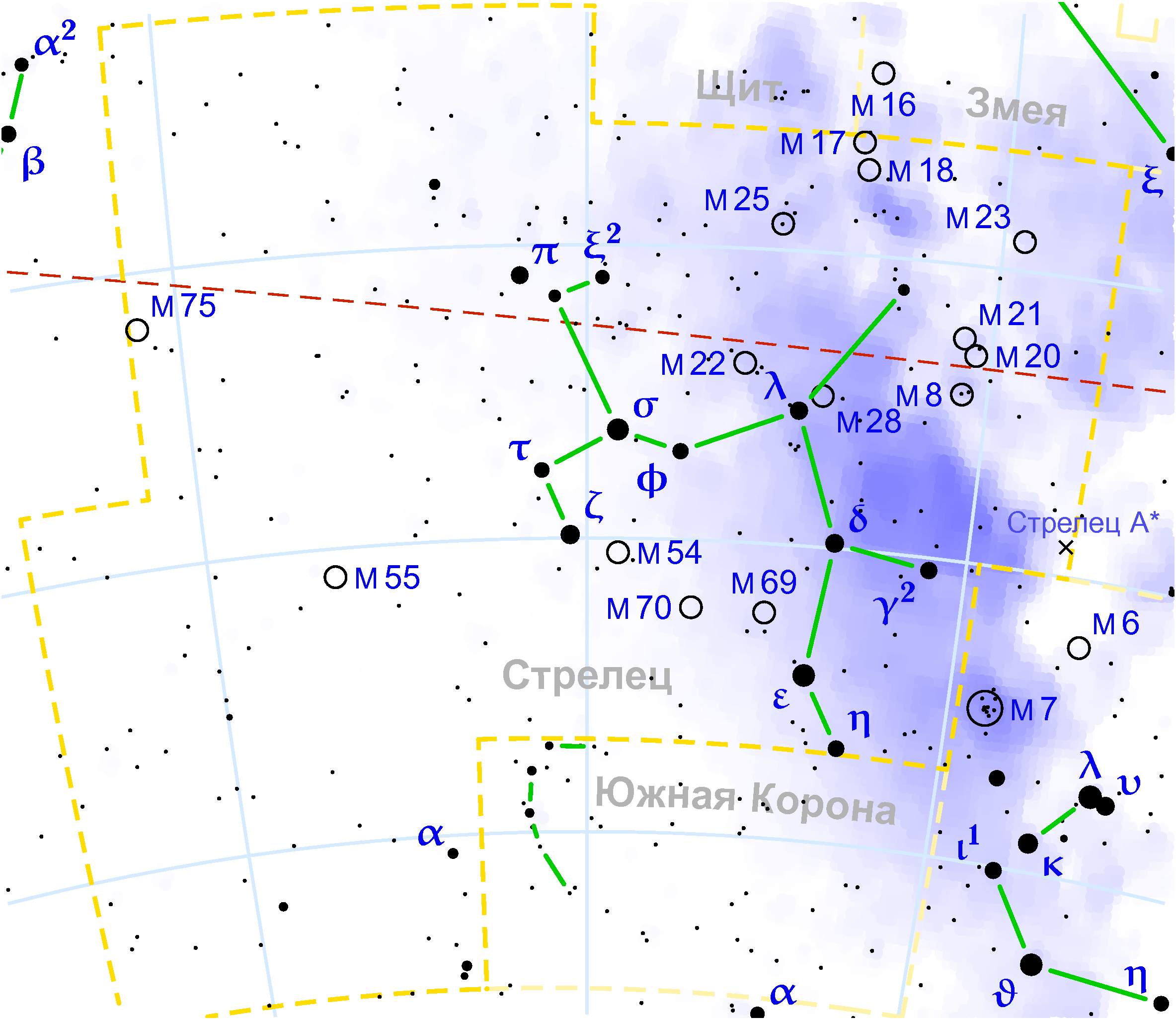
Кулясте скупчення M54 в сузір'ї Стрільця

M54 — не найлегший об'єкт для аматорських спостережень. Воно доступне тільки короткими літніми ночами, та й то з найпівденніших областей. У світлосильний бінокль (з лінзами 60—70 мм) є шанс виявити його приблизно за півтора градуса на південний захід від яскравої зорі ζ Стрільця. Але краще використовувати хоча б невеликий телескоп і пошукову карту із зорями 10-11m. Скупчення помірно щільне. У телескоп з апертурою від 150—200 мм у добрих умовах вдається розгледіти кілька зір-іскорок на периферії цього кулястого скупчення.

### Сусіди по небу з каталогу Мессьє
- M70 і M69 — (недалеко на південний захід) пара тьмяних і компактних кулястих скупчень;
- M55 — (далі на схід) велике й дуже нещільне кулясте скупчення;
- M22 і M28 — (на північний схід поблизу λ Sgr) пара дуже яскравих кулястих скупчень.

### Послідовність спостереження в «Марафоні Мессьє»
… М28 → М69 →М54 → М15 → М70 …

## Навігатори
Координати:  18г 55м 03.28с, −30° 28′ 42.6″